# Hylaeus granulatus
Hylaeus granulatus är en biart som först beskrevs av Metz 1911.  Hylaeus granulatus ingår i släktet citronbin, och familjen korttungebin. Inga underarter finns listade i Catalogue of Life.